# Catching Up with Depeche Mode
Catching Up with Depeche Mode – album kompilacyjny zespołu Depeche Mode, wydany 11 listopada 1985.

## Opis albumu
Catching Up with Depeche Mode jest siódmym albumem zespołu (wydanym tylko w USA – to już drugi taki przypadek po albumie People Are People). Jest to odpowiednik płyty The Singles 81→85, wydanej w Wielkiej Brytanii. Na albumie znalazły się utwory z singli promujących wcześniejsze albumy grupy. Jest to zbiór najlepszych utworów Depeche Mode według wytwórni Sire Records oraz amerykańskich rozgłośni radiowych.

## Lista utworów
| Nr  | Tytuł utworu            | Długość |
| --- | ----------------------- | ------- |
| 1.  | „Dreaming of Me”        | 3:44    |
| 2.  | „New Life”              | 3:44    |
| 3.  | „Just Can’t Get Enough” | 3:36    |
| 4.  | „See You”               | 3:53    |
| 5.  | „The Meaning of Love”   | 3:04    |
| 6.  | „Love, in Itself”       | 3:55    |
| 7.  | „Master and Servant”    | 3:50    |
| 8.  | „Blasphemous Rumours”   | 5:04    |
| 9.  | „Somebody” (Remiks)     | 4:21    |
| 10. | „Shake the Disease”     | 4:46    |
| 11. | „Flexible”              | 3:09    |
| 12. | „It’s Called a Heart”   | 3:48    |
| 13. | „Fly on the Windscreen” | 5:05    |
|     |                         | 51:59   |

## Twórcy albumu
- Fletcher Andy
- Gahan Dave
- Gore Martin Lee
- Wilder Alan

- Produkcja: Depeche Mode
- Nagrywano w
- Inżynierowie:
- Autor okładki:
- Wydawca:
- Dystrybucja:
- Etykieta: Mute